# Fearless (chanson de Taylor Swift)
Pour les articles homonymes, voir Fearless.
Singles de Taylor Swift
Fifteen
(2009) Today Was a Fairytale
(2010)
Clip vidéo
[vidéo] « Fearless (audio) », sur YouTube
Fearless est une chanson de la chanteuse et auteur-compositrice américaine Taylor Swift extraite de son second album studio Fearless, sorti en 2008.
Le 3 janvier 2010 la chanson a été publiée en single. C'était le cinquième et dernier single de cet album.
Aux Etats-Unis, la chanson a atteint le numéro 10 sur le classement Hot Country Songs du magazine Billboard et  le numéro 9 sur le Billboard Hot 100.

## Texte et musique
Selon le site About.com, lors d'un concert que Taylor Swift a donné au Gold Country Casino elle l'a décrite comme une chanson sur « le meilleur premier rendez-vous qu'elle n'a pas encore eu ».
Elle a expliqué à That's Country : 

« Peu importe le nombre de chansons que tu as écrites, peu importe combien de fois tu as blessé, tu toujours tombera amoureuse à nouveau. Quand j'ai écrit Fearless, je ne sortais avec personne. [...] J'étais vraiment toute seule en tournée et j'ai eu cette idée pour une chanson sur le meilleur premier rendez-vous. [...] Donc, cette chanson parle du meilleur premièr rendez-vous que je n'ai pas encore eu. »